# Quévreville-la-Poterie
Quévreville-la-Poterie település Franciaországban, Seine-Maritime megyében. Lakosainak száma 1036 fő (2022. január 1.). Quévreville-la-Poterie Alizay, Le Manoir, Pîtres, Boos, Saint-Aubin-Celloville és Ymare községekkel határos.

## Népesség
A település népességének változása:
| Lakosok száma | 952  | 973  | 988  | 992  | 1008 | 1025 | 1029 | 1032 | 1036 |
|               | 2013 | 2015 | 2016 | 2017 | 2018 | 2019 | 2020 | 2021 | 2022 |